# Вендорф (Мекленбург-Передня Померанія)
Вендорф (нім. Wendorf) — громада в Німеччині, розташована в землі Мекленбург-Передня Померанія. Входить до складу району Передня Померанія-Рюген. Складова частина об'єднання громад Ніпарс.
Площа — 15,68 км2. Населення становить 897 ос. (станом на 31 грудня 2020).